# Пинто, Ширли
Ширли Пинто (ивр. שירלי פינטו‎; род. 15 марта 1989, Кирьят-Бялик) — израильская активистка и политик. Член партии Ха-Ямин ха-Хадаш (Новые правые). Депутат кнессета 24-го созыва с 15 июня 2021 года. Первый слабослышащий депутат кнессета.

## Биография
Родилась 15 марта 1989 года в Кирьят-Яме. Её мать — слепоглухая театральная актриса в центре «На Лагаат».
Окончила школу в кибуце Ягур в Звулуне. Служила до 2011 года в техническом подразделении ВВС в качестве менеджера проектов в подразделении оборудования в области логистики. В 2009 году получила медаль за отличие от командующего ВВС и награду (אות מצטיין הנשיא‎) президента Шимона Переса в числе 120 лучших солдат ЦАХАЛа в День независимости Израиля. После окончания службы в ЦАХАЛе получила степень бакалавра права в Академическом колледже в городе Нетания.
Отстаивала права инвалидов, в частности — слабослышащих. С 2016 года преподавала на израильском жестовом языке в Университете имени Бар-Илана.
Была кандидатом в городской совет Рамат-Гана на местных выборах 2018 года. В декабре 2018 года стала советником по вопросам инвалидности и доступности мэра Рамат-Гана Кармеля Шамы.
В 2019 году вступила в партию Ха-Ямин ха-Хадаш (Новые правые). Была кандидатом на выборах в Кнессет 21-го, 22-го, 23-го и 24-го созывов.
По «Норвежскому закону» Матан Кахана, избранный на парламентских выборах 2021 года от альянса Ямина и назначенный министром по делам религий Израиля, уволился из кнессета и 16 июня 2021 года к присяге была приведена Ширли Пинто. Стала первым слабослышащим депутатом, получила личного сурдопереводчика в кнессете. Также стала самым молодым депутатом кнессета. Член Комиссии по внутренним делам и защите окружающей среды, Комиссии по образованию, культуре и спорту, Комиссии по труду и благосостоянию.

## Личная жизнь
Замужем за Майклом Кадошем (ивр. מייקל קדוש‎), игроком в мини-футбол израильского спортивного общества глухих. У них двое детей — сын и дочь.